# Ljusabborrtjärnen, Västerbotten
Ljusabborrtjärnen är en sjö i Vindelns kommun i Västerbotten och ingår i Sävaråns huvudavrinningsområde. Sjön har en area på 0,0279 kvadratkilometer och ligger 249,1 meter över havet.

## Delavrinningsområde
Ljusabborrtjärnen ingår i det delavrinningsområde (715186-170265) som SMHI kallar för Utloppet av Storsävarträsket. Medelhöjden är 250 meter över havet och ytan är 25,14 kvadratkilometer. Räknas de 50 avrinningsområdena uppströms in blir den ackumulerade arean 335,5 kvadratkilometer. Avrinningsområdets utflöde Sävarån (Lossmenån) mynnar i havet. Avrinningsområdet består mestadels av skog (45 procent) och sankmarker (16 procent). Avrinningsområdet har 8,34 kvadratkilometer vattenytor vilket ger det en sjöprocent på 33,2 procent.